# Pilota d'Or 1989
El premi Pilota d'Or 1989, atorgat al millor futbolista europeu de l'any, a criteri d'un panell de periodistes esportius d'arreu dels territoris membres de la UEFA, fou entregat a Marco van Basten el 26 de desembre de 1989.
Hi havia 27 votants, procedents d'Albània, Àustria, Bèlgica, Bulgària, Txecoslovàquia, Dinamarca, Alemanya de l'Est, Anglaterra, Finlàndia, França, Grècia, Hongria, Itàlia, Luxemburg, Països Baixos, Polònia, Portugal, República d'Irlanda, Romania, Escòcia, Unió Soviètica, Espanya, Suècia, Suïssa, Turquia, Alemanya Occidental i Iugoslàvia. Van Basten va obtenir així el seu segon guardó consecutiu de la Pilota d'Or.

## Classificació
| Posició | Nom                    | Club                     | Nacionalitat        | Punts |
| 1       | Marco van Basten       | AC Milan                 | Països Baixos       | 119   |
| 2       | Franco Baresi          | AC Milan                 | Itàlia              | 80    |
| 3       | Frank Rijkaard         | AC Milan                 | Països Baixos       | 43    |
| 4       | Lothar Matthäus        | Inter de Milà            | RFA                 | 24    |
| 5       | Peter Shilton          | Derby County FC          | Anglaterra          | 22    |
| 6       | Dragan Stojković       | Estrella Roja de Belgrad | Iugoslàvia          | 19    |
| 7       | Ruud Gullit            | AC Milan                 | Països Baixos       | 16    |
| 8       | Gheorghe Hagi          | Steaua București         | Romania             | 11    |
| 8       | Jürgen Klinsmann       | Inter de Milà            | RFA                 | 11    |
| 10      | Jean-Pierre Papin      | Olympique de Marsella    | França              | 10    |
| 10      | Michel Preud'homme     | KV Mechelen              | Bèlgica             | 10    |
| 12      | Oleksiy Mykhaylychenko | FC Dinamo de Kíev        | Unió Soviètica      | 6     |
| 13      | Míchel                 | Reial Madrid             | Espanya             | 5     |
| 14      | Andreas Brehme         | Inter de Milà            | RFA                 | 3     |
| 14      | Paulo Futre            | Atlètic de Madrid        | Portugal            | 3     |
| 14      | Karl-Heinz Riedle      | Werder Bremen            | RFA                 | 3     |
| 17      | John Barnes            | Liverpool FC             | Anglaterra          | 2     |
| 17      | Packie Bonner          | Celtic FC                | República d'Irlanda | 2     |
| 17      | Glenn Hysén            | Liverpool FC             | Suècia              | 2     |
| 17      | Oleh Kuznetsov         | FC Dinamo de Kíev        | Unió Soviètica      | 2     |
| 17      | Andreas Möller         | Borussia Dortmund        | RFA                 | 2     |
| 17      | Julio Salinas          | FC Barcelona             | Espanya             | 2     |
| 23      | Thomas Häßler          | 1. FC Köln               | RFA                 | 1     |
| 23      | Ronald Koeman          | FC Barcelona             | Països Baixos       | 1     |
| 23      | Robby Langers          | OGC Nice                 | Luxemburg           | 1     |
| 23      | Gary Lineker           | Tottenham Hotspur FC     | Anglaterra          | 1     |
| 23      | Paolo Maldini          | AC Milan                 | Itàlia              | 1     |
| 23      | Theo Snelders          | Aberdeen FC              | Països Baixos       | 1     |
| 23      | Gianluca Vialli        | UC Sampdoria             | Itàlia              | 1     |
| 23      | Oleksandr Zavarov      | Juventus FC              | Unió Soviètica      | 1     |

## Súper Pilota d'Or
France Football va premiar Alfredo Di Stéfano amb la Súper Pilota d'Or, un guardó en què la llegenda argentina va superar en la votació Johan Cruyff i Michel Platini. En la votació hi van entrar tots els guanyadors anteriors del premi des de 1956.